# Mashup (informatyka)
Mashup – strona internetowa lub aplikacja, która łączy w sobie aplikacje on-line (udostępniane publicznie) z różnych źródeł (serwisów internetowych).
Korzystając z publicznie dostępnych interfejsów (API) można w krótkim czasie stworzyć swoją własną stronę WWW.

## Style architektury
Wyróżnia się dwa podstawowe style architektoniczne tworzenia mashupów:
- styl webowy, obliczenia po stronie klienta
- styl oparty na działaniach na zdalnym serwerze

W obydwu przypadkach aplikacja prezentowana jest na urządzeniu użytkownika, jednak w przypadku aplikacji webowej wszelkie obliczenia wykonywane są po stronie urządzenia użytkownika. W drugim przypadku obliczenia (takie jak np. analiza bądź zmiana formatu danych) wykonywane są na zdalnym serwerze, a do użytkownika przesyłany jest jedynie produkt finalny (finalna treść).

## Typy
Wśród aplikacji mashup można wyróżnić następujące typy, wg opracowania Peenikala:
- mashupy klienckie – są to publicznie dostępne rozwiązania, które oferują użytkownikom dostosowywanie aplikacji do własnych potrzeb w celu uzyskania spersonalizowanego widoku na dane.
- mashupy biznesowe – łączą dane z różnych źródeł i umożliwiają współpracę pomiędzy użytkownikami biznesowymi i deweloperami.
- mashupy oparte na danych – łączą kilka typów mediów z różnych źródeł w pojedynczą stronę/aplikację.

## Mashup a usługi sieciowe
Aplikacje bądź strony internetowe typu mashup charakteryzują się tym, że korzystają z usług sieciowych dostępnych online. Zadaniem programisty tworzącego rozwiązania tego typu jest połączenie tych serwisów i zaprojektowanie interfejsu użytkownika umożliwiającego korzystanie z takiej aplikacji. Takie podejście umożliwia skupienie wysiłków programisty na rozwiązaniu faktycznego problem biznesowego, a nie na wykonywaniu typowych niskopoziomowych prac programistycznych.